# Giovanni Targioni-Tozzetti (librettista)
Giovanni Targioni-Tozzetti (Livorno, 17 marzo 1863 – Livorno, 30 maggio 1934) è stato un librettista e politico italiano.

## Biografia
Figlio del poeta e scrittore Ottaviano, Giovanni Targioni-Tozzetti fu amico personale del compositore Pietro Mascagni, tanto che per lui scrisse vari libretti d'opera, fra i quali quello di Cavalleria rusticana, steso in collaborazione con Guido Menasci e il cui soggetto fu tratto da una nota novella di Giovanni Verga. Con Menasci scrisse anche il libretto per Regina Diaz di Umberto Giordano.
Fu sindaco di Livorno dal 1911 al 1915.

## Libretti scritti per Pietro Mascagni
- Cavalleria rusticana[2] (17 maggio 1890)
- I Rantzau (10 novembre 1892)
- Silvano (25 marzo 1895)
- Zanetto (2 marzo 1896)
- Pinotta (23 marzo 1932)
- Nerone (16 gennaio 1935)